# Amisfolket

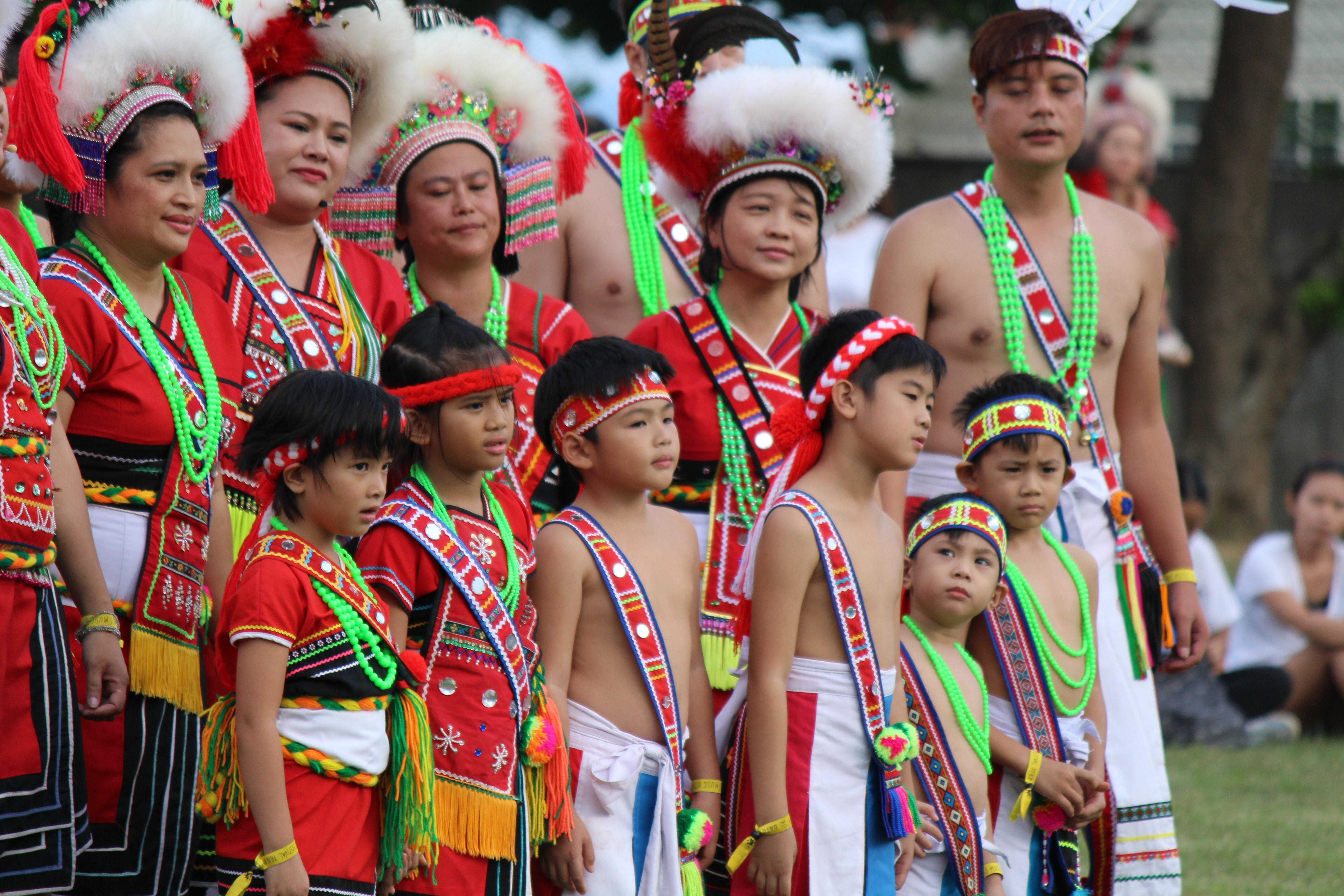

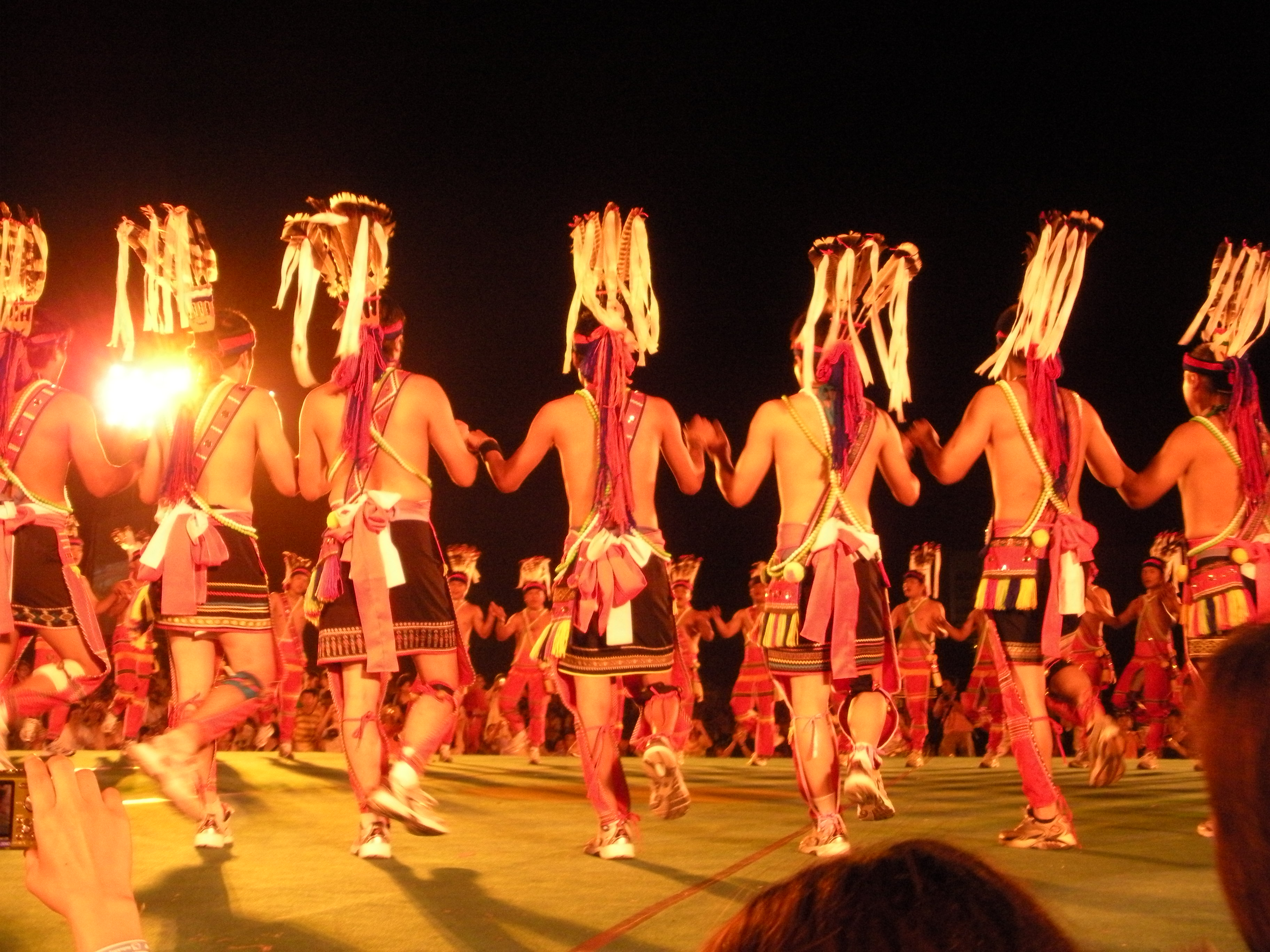
Medlemmar av amisfolket under en skördefest.

Amisfolket (kinesiska 阿美族) Ami eller Pangcah) är en av 13 stammar som tillhör ursprungsbefolkningen på Taiwan. Deras ursprungliga territorium sträckte sig ifrån bergen i mitten av ön till stilla havskusten och Hengchunhalvön. Med en befolkning på ungefär 150 000 är Amisfolket Taiwans största stam.
Amisfolket livnär sig i huvudsak på fiske. Deras byar är ganska stora med en befolkning på mellan 500 och 1 000 personer. Amisfolket kallar sig själva för Pangcah, vilket betyder människa, men blir ofta kallade för Amis av utomstående. Ordet amis betyder norr.
Amisfolket är indelat i fem grupper eller stammar: norra stammen (som bor på Chihlai/Hualien slätten), mellersta stammen (som lever väster om de berg som finns vid kusten), kuststammen (som lever öster om de berg som finns vid kusten), Falangawstammen (som lever mellan Chengkong och Taitungslätten) och Hengchunstammen (som lever på Hengchunhalvön).
Det är kvinnorna som sköter familjens ekonomi i en traditionell Amis familj. Den tyska gruppen Enigma använde Amis musik till en sång som kallas ”Return to Innocence”. Den sången spelades på Olympiska sommarspelen 1996 i Atlanta